# Aftonbladets litteraturpris

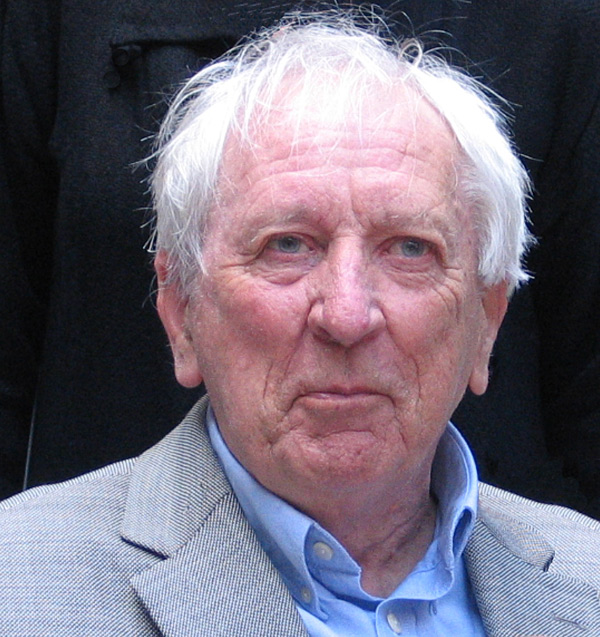
Tomas Tranströmer, pristagare 1958.

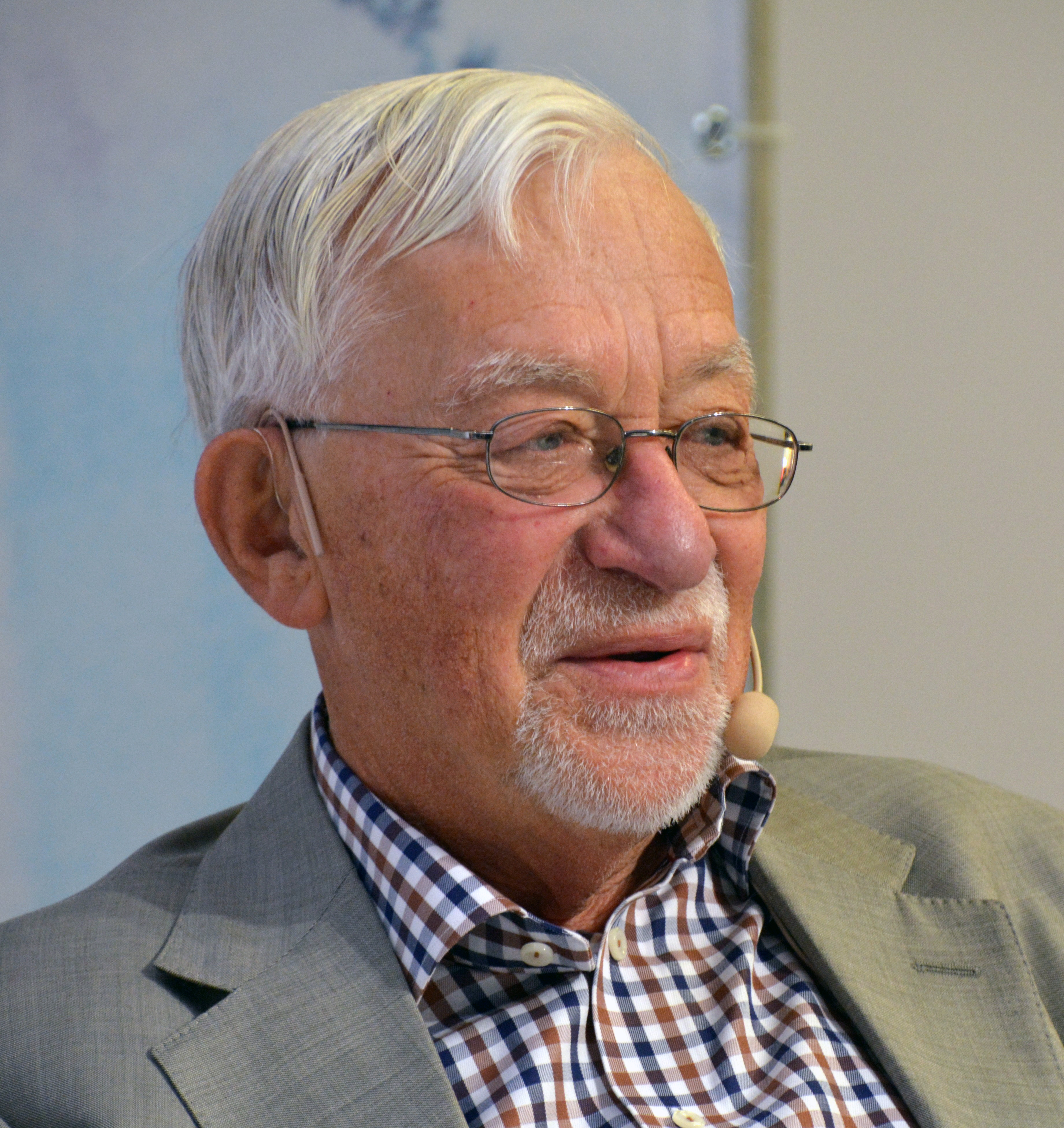
Lars Gustafsson, pristagare 1962.

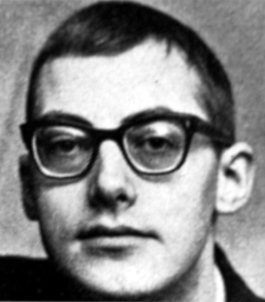
Björn Håkanson, pristagare 1967.

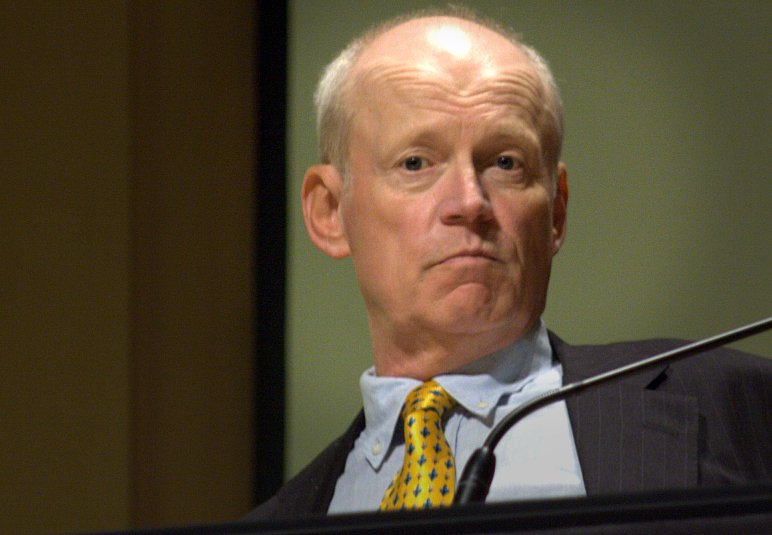
Göran Hägg, pristagare 1974.

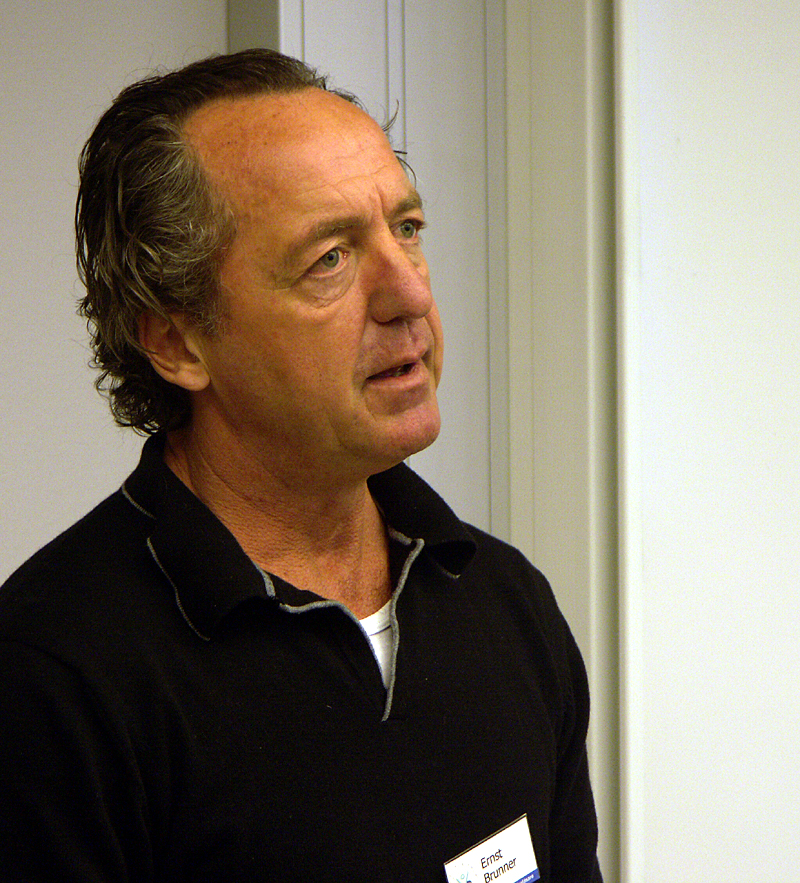
Ernst Brunner, pristagare 1986.

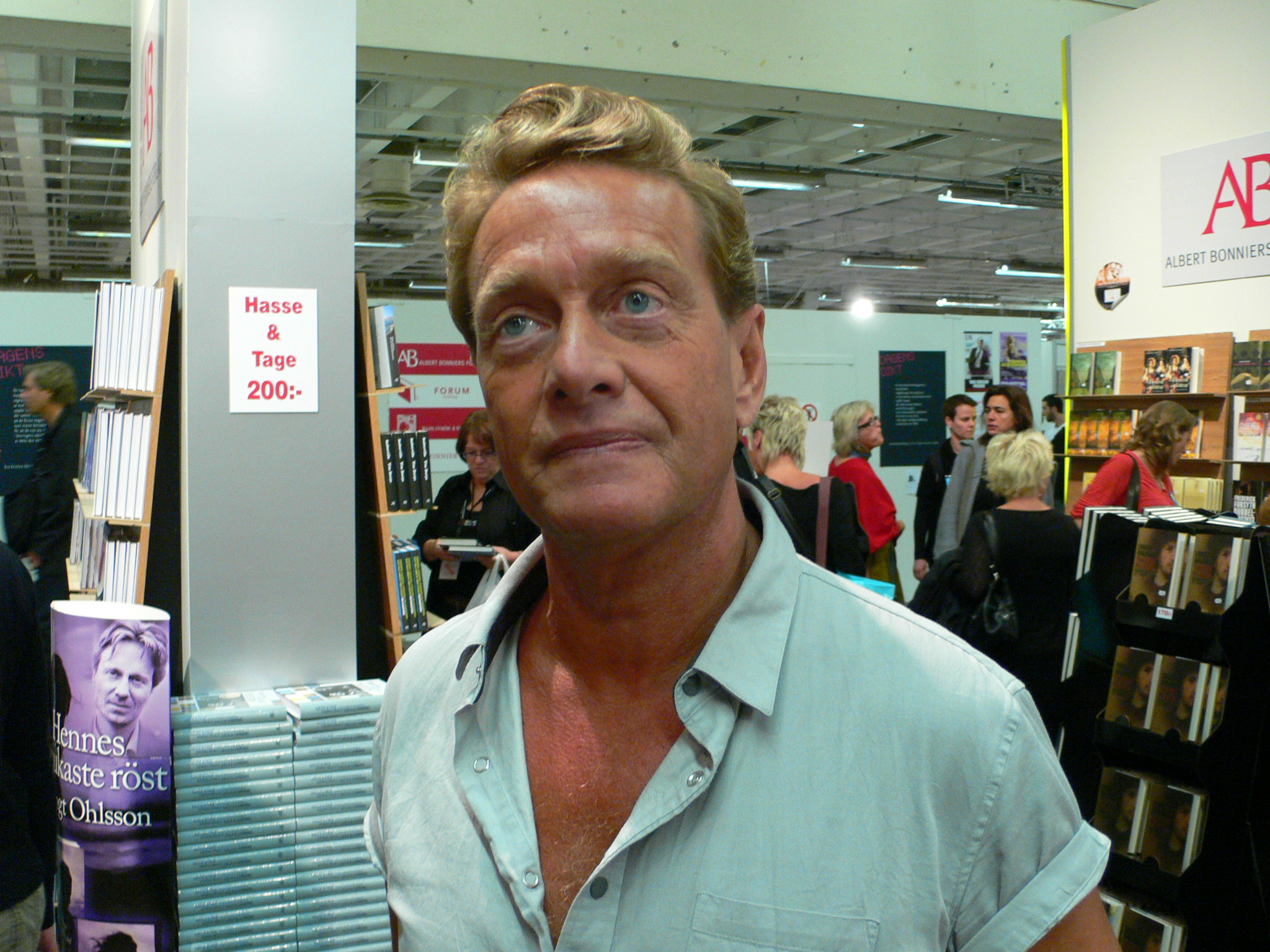
Björn Ranelid, pristagare 1989.

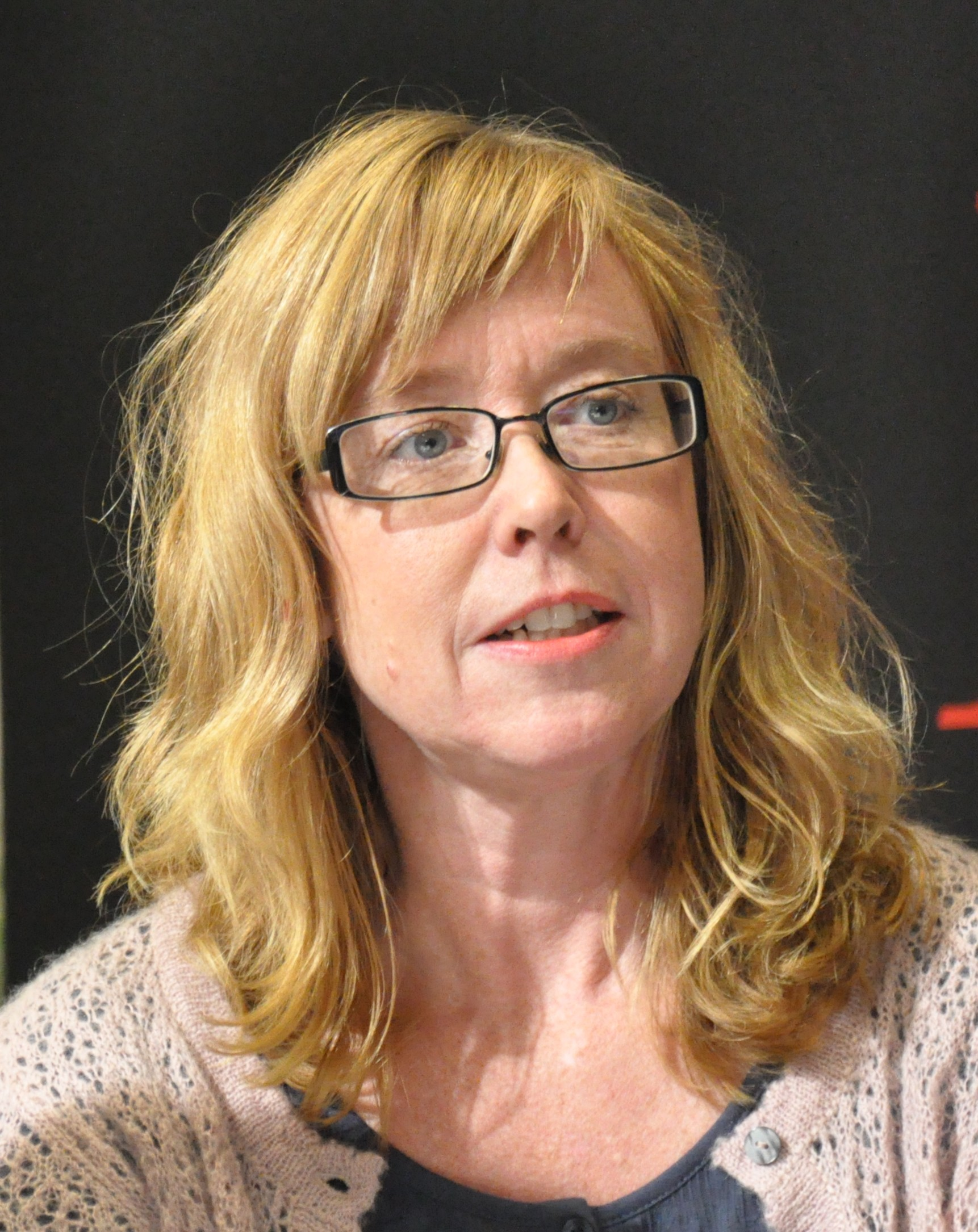
Aase Berg, pristagare 2011.

Aftonbladets litteraturpris har delats ut årligen sedan 1957. Priset utdelas "på exklusivt konstnärliga grunder till någon svensk diktare som ännu befinner sig i skapande utveckling" och är på 50 000 SEK (2014).

## Pristagare
- 1957 Per-Erik Rundquist
- 1958 Tomas Tranströmer
- 1959 Willy Kyrklund
- 1960 Elsa Grave
- 1961 Birgitta Trotzig
- 1962 Lars Gustafsson
- 1963 Östen Sjöstrand
- 1964 Göran Palm
- 1965 Sven Delblanc
- 1966 Erik Beckman
- 1967 Björn Håkanson
- 1968 Bengt Bratt
- 1969 Christer Persson
- 1970 Staffan Seeberg
- 1971 Lars Norén
- 1972 Göran Sonnevi
- 1973 Tobias Berggren
- 1974 Göran Hägg
- 1975 Göran Tunström
- 1976 Rita Tornborg
- 1977 Lars Andersson
- 1978 Eva Runefelt
- 1979 Niklas Rådström
- 1980 Sigrid Combüchen
- 1981 Rolf Johansson
- 1982 Willy Granqvist
- 1983 Eva Ström
- 1984 Kjell Johansson
- 1985 Ulf Gyllenhak
- 1986 Ernst Brunner
- 1987 Magnus Dahlström
- 1988 Peter Kihlgård
- 1989 Björn Ranelid
- 1990 Birgitta Lillpers
- 1991 Mare Kandre
- 1992 Ann Jäderlund
- 1993 Åke Smedberg
- 1994 Robert Kangas
- 1995 Arne Johnsson
- 1996 Steve Sem-Sandberg
- 1997 Elisabeth Rynell
- 1998 Kristian Lundberg
- 1999 Malin Lindroth
- 2000 Lars Jakobson
- 2001 Lotta Lotass
- 2002 Beate Grimsrud
- 2003 Lars Mikael Raattamaa
- 2004 Anna Hallberg
- 2005 Mats Kolmisoppi
- 2006 Sara Stridsberg
- 2007 Mirja Unge
- 2008 Johan Jönson
- 2009 Helena Eriksson
- 2010 Maria Zennström
- 2011 Aase Berg
- 2012 ||Johannes Anyuru
- 2013 Andrzej Tichý
- 2014 Ida Linde
- 2015 Jila Mossaed
- 2016 Eija Hetekivi Olsson
- 2017 Tove Folkesson
- 2018 Sami Said[2]
- 2019 Lina Wolff
- 2020 Axel Lindén[3]
- 2021 Andreas Lundberg[4]
- 2022 Ia Genberg[5]
- 2023 Sofia Stenström[6]
- 2024 Tommy Sundvall[7]